# Cezary Pietraszuk
Cezary Pietraszuk – polski chemik, dr hab. nauk chemicznych, profesor zwyczajny Zakładu Chemii Metaloorganicznej Wydziału Chemii Uniwersytetu im. Adama Mickiewicza w Poznaniu.

## Życiorys
W 1988 uzyskał tytuł magistra, natomiast 30 czerwca 1995 obronił pracę doktorską pt. Badania reakcji metatezy winylo/fenylo, metylo/podstawionych silanów i ich kometatezy z olefinami, otrzymując doktorat, a 30 czerwca 2006 uzyskał stopień doktora habilitowanego w zakresie nauk chemicznych na podstawie rozprawy zatytułowanej Badania reaktywności winylosilanów w obecności alkilidenowych kompleksów rutenu typu Grubbsa.
19 grudnia 2014 został zatrudniony na stanowisku profesora nadzwyczajnego w Zakładzie Chemii Metaloorganicznej na Wydziale Chemii Uniwersytetu im. Adama Mickiewicza w Poznaniu, a potem otrzymał nominację na profesora zwyczajnego Zakładu Chemii Metaloorganicznej Wydziału Chemii Uniwersytetu im. Adama Mickiewicza w Poznaniu.

## Wybrane publikacje
- 1995: Competitive-consecutive reaction of vinyltrimethylsilane with triethylsilane catalyzed by ruthenium complexes[1]
- 2000: Formation of Allylsilanes from Cl2[P{C6H11)3]Ru=C(R)H and Vinylsilanes - b-SiR'3 Elimination from Ruthenacyclobutanes as a Terminating Step in Olefin Cross-Metathesis[1]
- 2000: Sposób otrzymywania mieszaniny cis/trans 1-tralkoksysililo[lub 1-tris(trimetylosiloksy)sililo]-1-alkenów[1]
- 2005: Kronika (16th International Symposium on Olefin Metathesis and Related Chemistry (Poznań, 07-12.08.2005) i 5th International School on Molecular Catalysis (Poznań-Rosnówko, 12-16.08.2005)[1]
- 2005: Homo-metathesis of Vinylsilanes Catalyzed by Ruthenium Carbene Complexes[1]
- 2016: [{Pd(μ-OH)Cl(IPr)}2]-A Highly Efficient Precatalyst for Suzuki-Miyaura Coupling also Able To Act under Base-Free Conditions[1]
- 2018: Homocoupling of aryl- and alkenylboronic acids at extremely low palladium loading[1]